# Sociologická encyklopedie
Sociologická encyklopedie je encyklopedie s obsahem přístupným zdarma na webu která vznikla kompilací textů z několika předcházejících slovníků. Jejím sesterským projektem je Religionistická encyklopedie která vznikla stejným způsobem. Vedoucím obou projektů je Zdeněk R. Nešpor. Obsah zdrojových knih nebyl jen přebírán ale i zčásti i aktualizován či doplněn a v budoucnu se chystá další rozšiřování.
Předpokládá se že v budoucnu budou encyklopedie včleněny do webové Encyklopedie české kultury která je dlouhodobě připravována.
Sociologická encyklopedie byla spuštěna roku 2017. V lednu 2022 obsahovala 3501 hesel (vč. odkazových).
Oba weby běží na software MediaWiki, stejně jako Wikipedie, na rozdíl od té ale není otevřena editacím veřejnosti.

## Zdroje Sociologické encyklopedie:
- Velký sociologický slovník (1996)
  - 2350 hesel
  - vedoucí redakční rady byl Miloslav Petrusek
- Slovník českých sociologů (2013)
  - obsahuje 178 krátkých životopisů
  - vedl Zdeněk Nešpor
- Slovník institucionálního zázemí české sociologie (2017)
  - autor je Zdeněk Nešpor
- Malý sociologický slovník (1970)
  - 207 hesel
  - hlavní editor Miloslav Petrusek
- Bibliografie české knižní sociologické literatury do roku 2009 (2010)
  - autoři: Nela Hesová, Lumíra Gatnar, Eva Mikolášová a Radka Taucová
  - pro Sociologickou encyklopedii doplněno do roku 2017
- Společnosti pozdní doby (2006)
  - autor je Miloslav Petrusek
  - 108 esejů o soudobé společnosti.

## Zdroje Religionistické encyklopedie
- Encyklopedie menších křesťanských církví v ČR (2015)
  - výrazně přepracováno
- Judaismus – Křesťanství – Islám (2003)
  - připravili Helena Pavlincová, Břetislav Horyna
- Malá encyklopedie hinduismu (2008)
  - autor Karel Werner